# Amar Desh
Amar Desh (bengali : আমার দেশ) est un quotidien du Bangladesh, publié à partir de Dacca en langue bengali depuis 2004. Il fournit des nouvelles du Bangladesh d'un point de vue local et régional et couvre l'actualité internationale. Amar Desh est considéré comme un journal d'opposition populaire au Bangladesh et adopte une position éditoriale qui favorise le Parti nationaliste du Bangladesh (BNP),.
Le gouvernement de la Ligue Awami a fermé le journal à deux reprises, et les deux fois sa censure a eu lieu en même temps que l'arrestation du rédacteur en chef Mahmudur Rahman (en). Le 1er juin 2010, le rédacteur en chef a été arrêté et le gouvernement a fermé le journal pendant dix jours,. Le 11 avril 2013, il a été arrêté de nouveau pour avoir publié les conversations Skype entre le juge principal des procès pour crimes de guerre du Bangladesh et Ahmed Ziauddin, et la suppression du journal se poursuit,. Les critiques du journal affirment qu'il a porté atteinte à la réputation du tribunal des crimes de guerre du Bangladesh et a augmenté les tensions religieuses qui ont conduit à des émeutes et à la violence.

## Histoire
Mosaddek Ali Falu (en), homme politique du BNP, et Enayetur Rahman Bappi, directeur général de NTV, ont officiellement lancé Amar Desh le 23 septembre 2004. Le journal a été vendu en 2008 alors que Falu purgeait une peine de prison pour corruption,,. Le journaliste Amanullah Kabir était le rédacteur en chef d'Amar Desh avant qu'il ne change de mains. Au moment du changement de direction, Ataus Samad (en) était le rédacteur en chef par intérim. Mahmudur Rahman et vingt autres investisseurs en ont pris possession et ont formé un nouveau conseil d'administration le 6 octobre 2008. Rahman est devenu président d'Amar Desh Publications Ltd. Hashmat Ali a été recruté comme éditeur. Rahman est devenu rédacteur en chef par intérim.
En 2010, Rahman a décrit Amar Desh avant son arrestation : « Nous sommes le troisième plus grand quotidien national et le deuxième plus grand lectorat d'Internet. ». En 2013, le tirage d'Amar Desh a fortement augmenté pour atteindre 200 000 exemplaires par jour. Un numéro d'Amar Desh est vendu pour douze takas.

## Orientation éditoriale
A propos de l'objectif d'Amar Desh, Mahmudur Rahman, le propriétaire et éditeur, a déclaré :

« Notre principal objectif est de lutter contre la corruption, de protéger notre indépendance et de défendre les intérêts nationaux et populaires avant tout. ... Il s'agit essentiellement d'un document sur la défense de tous les droits des personnes et sur la lutte pour jouer le rôle idéal et idéologiquement sain d'un média indépendant, et tous ces rôles continueront à l'avenir également. »

En 2010, Rahman a décrit l'approche d'Amar Desh : « Dans mon journalisme, j'ai largement dénoncé le bilan du gouvernement en matière de corruption et de violations des droits de l'homme. ». Il a également dit qu'Amar Desh est contre le fascisme.

## Litiges juridiques
L'Observatoire pour la protection des défenseurs des droits de l'homme et d'autres organisations ont déclaré que le gouvernement de la Ligue Awami a mené un « harcèlement judiciaire » contre Mahmudur Rahman et son journal,. En 2010, Reporters sans frontières déclarait que le parti de l'Awami League était « évidemment incapable de tolérer les critiques de ce journal d'opposition ». En 2013, le Comité pour la protection des journalistes a publié une déclaration exprimant sa préoccupation au sujet du « harcèlement officiel » d'Amar Desh.
Le parti de la Ligue Awami a révoqué la licence d'Amar Desh le 1er juin 2010. La police du Bangladesh a arrêté son rédacteur en chef, Mahmudur Rahman, et a fermé Amar Desh. La Haute Cour a par la suite contredit le gouvernement après dix jours, et Amar Desh a été autorisé à poursuivre la publication. Plus tard, la Division d'appel a rejeté l'appel,,. Cependant, la Cour suprême a condamné Rahman à une peine de prison pour outrage au tribunal pour un article d'Amar Desh du 10 mai, intitulé « Farce au nom d'une justice indépendante », pendant lequel il a purgé neuf mois et dix-sept jours. Le journaliste Oliullah Noman a également été condamné à un mois de prison et à une peine supplémentaire de soit 10 000 takas, soit une semaine de plus,, Noman a dit : « Bien que je n'aie aucune idée de ce qui n'allait pas avec le rapport, j'ai été emprisonné. ». Hashmat Ali, l'éditeur, a été condamné à une amende de 10 000 takas ou à une semaine de prison,.
Le 11 avril 2013, la police bangladaise a de nouveau fermé le journal Amar Desh après l'arrestation de Rahman pour avoir publié des documents issus de conversations Skype,, mais l'Amar Desh a pu distribuer une édition limitée pendant les trois jours suivants à Dacca, ce qui a conduit à un raid gouvernemental sur le Daily Sangram,. Le magistrat Nasrin Sultana a intenté une action en justice contre l'éditeur et rédacteur en chef de Sangram, Abul Asad pour avoir publié des numéros d'Amar Desh. Au Bangladesh, la loi de 1973 sur les presses à imprimer et les publications exige l'enregistrement de l'impression des journaux, et le gouvernement avait scellé l'imprimerie d'Amar Desh. La police a perquisitionné les locaux de Sangram en fin de soirée et confisqué plus de 6 000 exemplaires de l'Amar Desh, puis arrêté dix-neuf travailleurs. Le tribunal a envoyé les imprimeurs directement en prison et a rejeté leurs demandes de détention provisoire et de mise en liberté sous caution,. La mère de Rahman est la directrice par intérim d'Amar Desh en l'absence de Rahman. Le ministre de l'Information, Hasanul Haq Inu, a déclaré qu'Amar Desh pourrait reprendre l'impression à partir d'un autre site dès qu'il aurait reçu un ordre du magistrat de Dacca.
Selon Amnesty International, plus de cinquante plaintes ont été déposées contre Amar Desh, Mahmudur Rahman et le personnel. Parmi elles, en avril 2013, un autre politicien de la Ligue Awami, le ministre Suranjit Sengupta, a poursuivi le personnel d'Amar Desh pour diffamation à la suite d'un article paru dans son édition du 31 mars 2013. L'histoire alléguait que Sengupta avait reçu des pots-de-vin d'un orphelinat, ce que le ministre sans portefeuille nie,.

## Questions de sûreté et de sécurité
En 2005, la police bangladaise a attaqué et battu Nayeem Parvez, un photojournaliste, et six autres journalistes d'autres médias alors qu'ils couvraient une manifestation pour un étudiant qui avait été tué dans un accident de la circulation. Rafiqul Islam, journaliste, a été attaqué par des étudiants du Jatiotabadi Chatra Dal (en) au Durgapur Press Club à Rajshahi. Zakaria Mahmud et six journalistes d'autres journaux ont reçu des menaces de mort par la poste de la part de quelqu'un qui a envoyé les lettres de Bagerhat et qui n'a pas aimé le reportage sur un député. Le rédacteur en chef d'Amar Desh, Ataus Samad, a également reçu en décembre une menace de mort émise par l'organisation islamiste Jamaat-ul-Mujahideen Bangladesh, qui avait menacé cinquante-cinq journalistes au Bangladesh entre septembre et décembre 2005.
En 2006, un journaliste du journal figurait parmi les huit blessés par la police alors qu'un groupe de journalistes tentait de communiquer avec le tribunal au sujet des attaques du BNP contre le journal Dainik Andolaner Bazar. Un député a ordonné que le journaliste d'Amar Desh, Mizanur Rahman Kawser, soit battu à Comilla avant qu'il ne soit remis à la police et que sa maison soit saccagée. Un journaliste d'Amar Desh, Ansar Hossain, a été victime d'une tentative d'assassinat en raison d'un reportage sur un crime sur lequel il travaillait, tandis qu'Oliullah Noman a été menacé par un homme politique du parti Nezame Islam pour avoir écrit un article critique publié dans le journal.
En 2007, les bâtiments abritant NTV, RTV et Amar Desh, qui appartenaient tous à Falu à l'époque, ont été incendiés, faisant trois morts et une centaine de blessés, moins d'un mois après son arrestation le 5 février,. Le gouvernement intérimaire de l'armée a instauré des couvre-feux en août 2007 et a agressé et détenu des journalistes, dont le journaliste d'Amar Desh, Nesar Ahmed.
En 2010, Mahmudur Rahman a été torturé par la police bangladaise alors qu'il était en détention après que le gouvernement de la Ligue Awami eut ordonné la fermeture du journal,,. Il a décrit ses tortures au tribunal :

« Votre honneur, s'il vous plaît, sauvez-moi la vie. Je ne suis pas censé être vivant après le niveau de torture que j'ai subi au poste de police du cantonnement. J'avais les yeux bandés et cinq hommes en cellule m'ont dépouillé. Je me suis évanouie après qu'ils m'aient appuyée sur la poitrine et le dos. »

Cela fait suite à son arrestation, au cours de laquelle deux cents policiers ont été utilisés pour fermer de force Amar Desh.
En 2013, le photojournaliste Mir Ahmed Miru a été blessé alors qu'il couvrait les affrontements entre les manifestants de Shahbag et les partisans du parti Jamaat-e-Islami. Au total, vingt-six journalistes et blogueurs auraient été blessés dans divers incidents.

## Œuvres remarquables

### Aminul Islam
Amar Desh a publié le 6 avril 2012 la photographie d'un homme dont l'identité était inconnue à l'époque et qui avait été assassiné et retrouvé par la police de Tangail. À partir de la photo publiée dans Amar Desh, la famille a pu le reconnaître et l'identifier comme l'organisateur syndical Aminul Islam. Son assassinat n'est toujours pas élucidé, mais son cas a attiré l'attention internationale de l'AFL-CIO et du département d'État américain.

## Controverses

### Polémique Skype
The Economist et Amar Desh ont tous deux publié, en décembre 2012, des conversations entre le président du Tribunal pénal international du Bangladesh, Nizamul Huq, et l'avocat international Ahmed Ziauddin. The Economist a été le premier à signaler les contacts inappropriés. Selon Oliullah Noman, journaliste d'Amar Desh, « une source étrangère » a donné le matériel au journal. Huq a démissionné de l'ICT le 11 décembre 2012.Le 13 décembre, le tribunal du Bangladesh a interdit aux médias de publier les conversations Skype : « L'enregistrement d'une conversation privée, si les personnes ne sont pas au courant, est une infraction. La publication d'une telle conversation enregistrée est donc inévitablement le résultat de cette infraction. ». Le New Age a rapporté qu'Amar Desh a publié les documents jusqu'à ce que le tribunal décide qu'ils ne devraient pas être vus par le public,. Après avoir couvert l'histoire d'Amar Desh, Noman a quitté le Bangladesh pour le Royaume-Uni et y demande actuellement l'asile politique en raison de ce qu'il a qualifié de menaces proférées par le gouvernement du Bangladesh. Le 13 décembre 2012, le rédacteur en chef Mahmudur Rahman a été accusé de sédition et les avocats ont fait valoir qu'Amar Desh devait être fermé,. Rahman a été arrêté le 11 avril 2013 et placé en détention provisoire pendant treize jours, et les poursuites contre lui sont en cours.

### Nouvelles fabriquées sur les Imams de La Mecque
Le 6 décembre 2012, Amar Desh a publié un article intitulé « Imams form human chain against oppression of Alems » (Les imams forment une chaîne humaine contre l'oppression des Alems). Le mot « Alems » est utilisé pour les érudits musulmans. L'article parlait des dirigeants musulmans de La Mecque qui ont protesté contre l'attention portée aux musulmans par le tribunal des crimes de guerre du Bangladesh. Cependant, un blogueur a tenté de vérifier les photos et les nouvelles des sites web arabes et a signalé que les nouvelles de ces sites portaient sur autre chose. Dainik Sangram a par la suite raconté son histoire et a présenté des excuses. Le journal Amar Desh a également supprimé la version en ligne de la nouvelle sans correction ni commentaire,.